# Alfonso Cortijo
Alfonso Cortijo Cabrera, o simplemente Cortijo, es un exfutbolista y entrenador español. Actualmente es entrenador del Chiclana C.F. de la División de Honor Andaluza. Sus hijos Alejandro y Pablo son también futbolistas.

## Trayectoria como jugador

### Cádiz CF
Pese a no poder disponer de una formación futbolística adecuada en su infancia, Cortijo despertó la atención de los ojeadores desde temprana edad, al despuntar en el equipo de su pueblo. Cuando contaba con quince años el Real Betis lo tuvo un mes a prueba con la promesa de incorporarlo al juvenil al año siguiente, pero diversas circunstancias hicieron que no se pudiera consumar el pase, continuando así en el Florida CD equipo de La Barca de la Florida, equipo con el que logró el ascenso a Regional Preferente. Entra en liza entonces el Cádiz CF, que acepta la disputa de un partido amistoso con el Florida CD como contraprestación al fichaje del prometedor lateral izquierdo. Se da la circunstancia de que dicho amistoso fue el debut en España del mítico ex-cadista Mágico González.
Con edad de juvenil pasa a formar parte del Cádiz CF "B" en la Temporada 1983/84, obteniendo el ascenso a la Tercera División. La siguiente temporada, debido a una huelga general de futbolistas, Cortijo debutará en Primera División, si bien hasta la Temporada 1987/88 con la llegada de Víctor Espárrago, no empieza a ser un fijo.

### Sevilla FC
En la temporada 1991-92, el Sevilla FC ficha a Espárrago como técnico que se trae consigo al jugador, que permanecerá otras cuatro temporadas como jugador de este equipo, siempre en Primera División. Tras su titularidad en su primera temporada, en la segunda apenas cuenta, recuperando protagonismo en la 1993-94 y en la 1994-95, con Luis Aragonés.
En el verano de 1995, Cortijo obtiene la promesa verbal de Luis Cuervas, entonces presidente sevillista, de su renovación, pero finalmente esta no se produce, al quedar condicionada a la continuidad de Aragonés, que no se lleva a cabo. En el equipo hispalense marcó un total de seis goles. En esta etapa coincidió con Diego Armando Maradona.

### Rayo Vallecano
Cortijo se compromente entonces por tres temporadas con el Rayo Vallecano, donde coincidiría con muchos jugadores que ya habían sido compañeros suyos en el Cádiz, como José González, Barla o Calderón. Disputa en dos temporadas 33 y 19 partidos respectivamente, pero la campaña 1996-97 acaba de manera fatídica con el descenso del conjunto rayista a Segunda División, y Cortijo, pese a que manifiesta su intención de cumplir el año que le resta y obtiene dorsal para la primera parte del campeonato, no entra en los planes del nuevo técnico Yosu Ortuondo, por lo que decide abandonar la entidad.
Pone rumbo a Soria en el mercado invernal, aceptando la oferta del CD Numancia, debutante por aquel entonces en la categoría. Se convierte en titular y es parte decisiva en la consecución de la permanencia, permaneciendo otra temporada más en el club, en la que disputa 25 partidos y contribuye a un sorprendente ascenso a Primera División, hito histórico para un club como el Numancia. Sin embargo, Cortijo decide no continuar como jugador numantino ante la posibilidad de volver a su provincia natal, y pese a que el Cádiz milita en Segunda División B, ficha por el equipo a sus 33 años. Acepta firmar un contrato con una cláusula de renovación automática anual según el número de partidos disputados. Cuelga las botas en el verano de 2002.

## Trayectoria como entrenador
Pero no pasa mucho tiempo desde que se retira hasta que el que había sido su compañero José Manuel González López, recién nombrado entrenador del Cádiz Club de Fútbol para la temporada 2002-03, llama a su puerta para proponerle ser su ayudante. En dicha temporada, los dos preparadores consiguen por fin sacar al Cádiz CF del pozo de la Segunda División B de España, y en la siguiente firman una muy aceptable séptima plaza en la categoría de plata. En el verano de 2004, Cortijo y José reciben una oferta del Albacete Balompié (en el que el segundo se había desempeñado también como jugador) para entrenar nada menos que en Primera División. Sin embargo, la experiencia no resulta satisfactoria y el cuerpo técnico es destituido tras la jornada 24, debido a los malos resultados.
Cortijo decide entonces probar suerte por su cuenta y acepta entrenar al equipo juvenil de La Barca de la Florida, ascendiéndolo a Primera Provincial. Al año siguiente se enrola en el modesto Bornense, al que entrena durante dos temporadas consecutivas y la segunda parte de una tercera, marcando otro hito para la entidad: el ascenso a Primera Andaluza. En esta etapa recibe también la llamada como colaborador de José González, que había vuelto al Cádiz como primer entrenador.
En el verano de 2009, Cortijo acepta una propuesta para entrenar al equipo gaditano de Arcos de la Frontera, pero lo deja en noviembre, atraído de nuevo por su mentor José Manuel González López, que tras comenzar sin equipo esa campaña, había recibido una oferta para hacerse cargo del Real Murcia, en Segunda División, a partir de la jornada 11. Será una temporada en la que, debido a sanciones de José, Cortijo ocupará en dos ocasiones el banquillo del equipo pimentonero, bajo la atenta mirada de aquel desde la grada. Pero en esta ocasión, el tándem no cosecha éxito y el Real Murcia desciende a Segunda B.
Ya iniciada la campaña 2010-11, y tras la destitución de Hristo Vidakovic en la jornada 13, el Cádiz vuelve a llamar a la puerta de José y Cortijo, que pese a no obtener el ascenso, continuaron dirigiendo al primer equipo cadista en la 2011-12. Tras lograr la primera posición en el Grupo IV de 2ªB, y perder la primera eliminatoria contra el Real Madrid Castilla de los Jesé, Morata, Nacho Fernández, Carvajal, consiguieron llegar a la última ronda de playoff, donde se enfrentaron al Lugo, habiendo eliminado previamente al Albacete. Tras una eliminatoria disputada, que se decidió por penaltis, donde el Cádiz no tuvo suerte. No fueron renovados. Tras la marcha de su amigo José González al fútbol chino con Gregorio Manzano, Cortijo decide tomar el camino solo, primero en un club modesto como el C.D. Rivera y posteriormente, con el Balón de Cádiz CF, tercer filial del club amarillo. Fue mánager del FC St. Joseph's, club de Premier Division de Gibraltar durante 2 años y medio con buenos resultados en dicha liga. 
El 3 de enero de 2017, emigra a China de la mano de José González, para convertirse en segundo entrenador del Beijing Guoan de la Superliga de China, donde trabajan durante 5 meses.
El 10 de agosto de 2018, firma por el Glacis United FC de la Liga Nacional de Gibraltar, al que dirige 7 partidos.
El 16 de octubre de 2019, firma como entrenador del Football Club Bruno's Magpies de la Liga Nacional de Gibraltar, al que dirige 5 partidos.
El 7 de abril de 2021, firma como segundo entrenador del DL Pro FC de la Superliga de China, para volver a formar parte del cuerpo técnico de José González, en el que trabaja hasta el 31 de enero de 2022. 
El 1 de junio de 2023, regresa al banquillo del Football Club Bruno's Magpies de la Liga Nacional de Gibraltar.
El 31 de enero de 2024, es presentado como nuevo entrenador del Chiclana C.F., de la División de Honor Andaluza 

## Clubes

### Como técnico
| Club                                            | País      | Año       |
| ----------------------------------------------- | --------- | --------- |
| Cádiz Club de Fútbol (Segundo entrenador)       | España    | 2002-2004 |
| Albacete Balompié (Segundo entrenador)          | España    | 2004-2005 |
| La Barca de la Florida (Entrenador juveniles)   | España    | 2005      |
| U.D. Bornense                                   | España    | 2005-2006 |
| Cádiz Club de Fútbol (Segundo entrenador)       | España    | 2006-2007 |
| Arcos Club de Fútbol                            | España    | 2009      |
| Real Murcia Club de Fútbol (Segundo entrenador) | España    | 2009-2010 |
| Cádiz Club de Fútbol (Segundo entrenador)       | España    | 2010-2012 |
| C.D. Rivera                                     | España    | 2012-2013 |
| Balón de Cádiz C.F.                             | España    | 2013-2014 |
| St. Joseph's Football Club (Mánager)            | Gibraltar | 2014-2016 |
| Beijing Sinobo Guoan (Segundo entrenador)       | China     | 2017      |
| Málaga Club de Fútbol (Segundo entrenador)      | España    | 2018      |
| Glacis United FC                                | Gibraltar | 2018      |
| FC Bruno's Magpies                              | Gibraltar | 2019-2020 |
| DL Pro FC (Segundo entrenador)                  | China     | 2021-2022 |
| FC Bruno's Magpies                              | Gibraltar | 2023-2024 |
| Chiclana C.F.                                   | España    | 2024-Act. |